# Ina Tosi
Ina Tosi (Asola, 1879 – Asola, 7 ottobre 1967) è stata una scrittrice italiana.

## Biografia
Ina Tosi nasce nel 1879 ad Asola, provincia di Mantova. Il padre Giuseppe è colonnello dell'esercito italiano e la madre, Eleonora Pesenti è originaria della Boemia. Per seguire i trasferimenti del padre, la famiglia vive a Monza, Padova, Novara, Firenze.
A Novara, Ina Tosi si laurea in Lettere e Filosofia. È amica del pittore Felice Casorati che talvolta le regala qualche suo dipinto. Ammira l'attrice Eleonora Duse, che ha modo di incontrare personalmente, e, come dilettante, recita poesie e commedie nei salotti di Firenze. 
Compone saggi critici e scrive una commedia dal titolo Non è di moda.
A Firenze conosce la poetessa Ada Negri, il politico e giornalista Ezio Maria Gray, il poeta Giannino Antona Traversi, il critico letterario Giuseppe Antonio Borgese, il musicista Ruggero Leoncavallo.
Nel periodo che precede la prima guerra mondiale insegna prima letteratura italiana in un liceo di Firenze e poi, trasferitasi di nuovo a Novara, ottiene la cattedra di tedesco nel Regio Istituto Tecnico Industriale.
Continua a scrivere articoli di critica letteraria e di storia per i giornali. A Novara frequenta anche il salotto della baronessa Savelli e compie viaggi nel sud dell'Italia, in Europa, in Egitto. Vive a Novara fino al 1958.
Nell'ultimo periodo della sua vita ritorna nel paese natale, Asola, dove muore, all'età di 88 anni, nel 1967.

## Opere
- 1906, Longgfellow e l'Italia. Studio critico, Bologna. Studio sul poeta americano Longfellow traduttore della Divina Commedia.
- 1907, L'opera di un umanista novarese. Studio critico, Novara;
- 1910, Vittoria Colonna, Novara;
- 1914, Non è di moda, Novara. Commedia;
- 1914, Per un sogno, Novara;
- 1915, Brevi appunti di storia: cristianesimo, feudalismo, Cristiani e Musulmani, civiltà araba, le crociate, Novara;
- 1916, Per la morte del colonnello Giuseppe Tosi, Novara;
- 1926, Verso l'ultima ora, Novara. Romanzo, ambientato durante la prima guerra mondiale;
- 1927, Niobe, Novara. Romanzo;
- 1928, Bozzetti critici, Novara. Cinque recensioni: Giannino Antona Traversi, Ada Negri, Vittoria Colonna, La leggenda di Griselda, Pietro Apollonio Collazio;
- 1932, In memoria di Eleonora Tosi nata Pesenti, Novara;
- 1940, Italica (sottotitolo Letture), Novara. Antologia di scrittori italiani per le scuole;
- 1946, Storia e letteratura dell'Ottocento. Appunti, Novara;
- 1952, Giuseppe Antonio Borgese e l'opera sua, Novara;
- 1953 Vecchio Romanticismo. Romanzo, Novara.